# Brotherhood (B'zのアルバム)
『Brotherhood』（ブラザーフッド）は、日本の音楽ユニット・B'zが1999年7月14日にRooms RECORDSからリリースした10作目のオリジナル・アルバムである。

## 概要
10周年記念となった2枚のベスト・アルバム、ソロ活動を経て発表されたオリジナル・アルバム。
8thアルバム『LOOSE』および9thアルバム『SURVIVE』同様通常盤のみで、スリーブ仕様となっている。ジャケット写真はロサンゼルスのミリオンダラー・ホテルで撮影されたもの。
かつてサポートドラマーであったデニー・フォンハイザーがレコーディング・コーディネーターとして、MR. BIGのビリー・シーン（ベーシスト）とパット・トーピー（ドラマー）がレコーディングメンバーとして制作に参加している。
なお、前年にリリースされた「さまよえる蒼い弾丸」と「HOME」は未収録となった。
かなりの力作となっているが、松本は「去年のベスト・アルバム（『Pleasure』、『Treasure』）が大ヒットしたけど、過去のものがこれだけ売れてしまい、この後どうなってしまうのかと危機感を感じた。だから『Brotherhood』はハードな方向に行ったのだと思う。」と語り、その一方で「（ベスト・アルバムの大ヒットで）沢山の人達が僕らの音楽を好きでいてくれて、多くのスタッフがB'zのために動いてくれて、改めてみんなへの感謝の気持ちが芽生え、それを稲葉と話しているとき「Brotherhood」というキーワードが生まれた。」と語っている。
映像作品『The true meaning of "Brotherhood"?』には本作のレコーディング風景が収録されており、その中で松本は「レコーディング（アルバム制作）が始まってからとツアー（B'z LIVE-GYM '99 "Brotherhood"）が終わるまでが一つの作品、すべてを総括して『Brorherhood』という作品だった。」と述べている。アルバムツアー『B'z LIVE-GYM '99 "Brotherhood"』では、大掛かりな演出を極力排除・バンド演奏に重点を置く等、本作のコンセプトを貫いた内容となった。
2018年に結成30周年記念として『DINOSAUR』までのオリジナル・アルバムと共にアナログレコード化された。

## チャート成績・受賞歴
初回出荷枚数は180万枚となり、初動で101万枚を売り上げ、初登場1位を獲得。初週ミリオンは8作目となった(オリコン調べ)。　
第14回ゴールドディスク大賞でロック・アルバム・オブ・ザ・イヤーを受賞した。

## 収録曲
| 全作詞: 稲葉浩志、全作曲: 松本孝弘、全編曲: 松本孝弘・稲葉浩志。 |                                             |          |            |      |
| #                                                                | タイトル                                    | 作詞     | 作曲・編曲 | 時間 |
| 1.                                                               | 「F・E・A・R」                              | 稲葉浩志 | 松本孝弘   | 3:45 |
| 2.                                                               | 「ギリギリchop (Version 51)」               | 稲葉浩志 | 松本孝弘   | 3:59 |
| 3.                                                               | 「Brotherhood」                             | 稲葉浩志 | 松本孝弘   | 5:46 |
| 4.                                                               | 「ながい愛」(ストリングスアレンジ:池田大介) | 稲葉浩志 | 松本孝弘   | 5:37 |
| 5.                                                               | 「夢のような日々」                          | 稲葉浩志 | 松本孝弘   | 4:53 |
| 6.                                                               | 「銀の翼で翔べ」(ブラスアレンジ:池田大介)   | 稲葉浩志 | 松本孝弘   | 3:55 |
| 7.                                                               | 「その手で触れてごらん」                    | 稲葉浩志 | 松本孝弘   | 3:23 |
| 8.                                                               | 「流れゆく日々」                            | 稲葉浩志 | 松本孝弘   | 4:54 |
| 9.                                                               | 「SKIN」(ストリングスアレンジ:池田大介)     | 稲葉浩志 | 松本孝弘   | 3:44 |
| 10.                                                              | 「イカせておくれ!」                         | 稲葉浩志 | 松本孝弘   | 3:23 |
| 11.                                                              | 「SHINE」                                   | 稲葉浩志 | 松本孝弘   | 3:49 |
| 合計時間:                                                        | 合計時間:                                   | 47:08    |            |      |

## 楽曲解説
1. F・E・A・R
  - 曲名は「フィアー」と読む。1999年、2000年のフジテレビF1中継BGMテーマ。
  - 稲葉お気に入りの一曲で、激しいギターリフから始まる。
  - 本作の制作過程で最初期に制作された曲であり、この曲のメイキングが『The true meaning of "Brotherhood"?』に収められている。『The true meaning of "Brotherhood"?』内に映る歌詞が印刷された紙によれば、『26th Single』の候補の1つとされていた。
  - ベスト・アルバム『B'z The Best "ULTRA Treasure"』の投票では26位にランクインし[8]、リミックスバージョンが収録された。また、『The Complete B'z』にはボーナス・トラックとしてライブ音源が収録されていた。
2. ギリギリchop (Version 51)
  - 26thシングルのバージョン違い。
  - バージョン表記の「Version 51」は「5テイク目のヴォーカル基本（=1）」という意味を持つ[9]。
  - このバージョンではリズム隊をMR. BIGのビリー・シーンとパット・トーピーが務めている。ボーカルとギターはシングルとは別テイクであり、シングルバージョンにはあった口笛がなかったり、終盤では稲葉の笑い声と高音倍音シャウトが聴こえるなどの違いが見られる。
  - このバージョンは『ミュージックステーション』で披露され[10]、その際のサポートメンバーもビリー・シーンとパット・トーピーが務めた。
3. Brotherhood
  - 表題曲。大阪でのセッション中に生まれた[11]。
  - ベスト・アルバム『B'z The Best "ULTRA Treasure"』では中間投票、最終結果ともに1位となり収録された[8]。また、『The Complete B'z』にはボーナス・トラックとしてライブ音源が収録されていた。
  - ライブでは曲の最後の稲葉のロングシャウトが恒例となっている。
  - リリース時に出演した『ミュージックステーション』[10]や翌月8月の『カウントダウンオールヒット』でも披露された。また、発表から約12年後となる2011年4月1日放送の『ミュージックステーション3時間SP』では、新曲「さよなら傷だらけの日々よ」とともにこの曲を演奏した[12]。
  - 2011年の北米ツアー「B'z LIVE-GYM 2011 -long time no see-」で、本曲の英語バージョンが演奏された。同ツアーで演奏されたシングル曲の英語バージョンは後に配信リリースが行われたが、本曲の英語バージョンのみ現在も音源化されていない[注 1]。ちなみに、同ライブで演奏された唯一の非シングル曲である[注 2]。
4. ながい愛
  - ストリングスのイントロで始まるロックナンバー。
  - 飽きっぽい性格の女性への愛を歌っている。
  - ベスト・アルバム『B'z The Best "ULTRA Treasure"』の投票では21位となり収録された[8]。
5. 夢のような日々
  - オープニングの音は、ブースにいた松本と黒瀬蛙一、満園庄太郎の会話をコンソール室にいた稲葉が面白がってこっそり録音したもの[11]。
  - 1番後と2番後の間奏部分では松本がボーカル部分をソロで歌っている。これまで松本はコーラスを務めることはあったが、B'zの作品でソロで歌うのは初めてである。
  - PVも存在しており、木に腰掛けながら演奏する2人の映像で構成されている。
  - アルバムツアーではエンディングSEとして使用された。ライブでは未演奏である。
6. 銀の翼で翔べ
  - 前曲から間を置かず曲が始まる。
  - ブラスを使った曲で、稲葉がブルースハープを演奏している。
  - PVも存在しており、ジャケット写真の撮影時の映像で構成されている。
  - アルバムツアー以降も定期的にライブで演奏されている[注 3]。
7. その手で触れてごらん
  - 本作の制作過程で最も初期に制作された曲[11]。
  - 歌詞に登場する「リンダ」は山本リンダのことであり、「イケない イケない 簡単に信じちゃいけない」というフレーズは山本の「どうにもとまらない」に登場するフレーズを指している[13]。
8. 流れゆく日々
  - 歌詞は2番で終了し、アウトロでは松本が2分程の長いギターソロを演奏している。
  - 前曲「その手で触れてごらん」と共にライブ未演奏。
9. SKIN
  - 曲名は、肌のほかにスラングとして避妊具の意味があり、歌詞もそれを暗喩している。
  - DVD『The true meaning of "Brotherhood"?』には本曲の制作過程が収録されている。
  - アルバムツアー以降長らく演奏されていなかったが、2013年に行われた『B'z Special LIVE at EX THEATER ROPPONGI』で約14年ぶりに演奏された。
10. イカせておくれ!
  - 歌詞は「SHINE」とともにロサンゼルス行きの飛行機の中で書かれた[11]。
  - アルバムツアーではホール公演のみ演奏された。
11. SHINE
  - 仮タイトルは「KIZUNA」で、歌詞にも「絆」というフレーズが入っている。『The true meaning of "Brotherhood"?』で、アルバムの曲順を決める際に「KIZUNA」とメモされていた。
  - ガットギターの演奏から始まる楽曲で、この部分はロサンゼルスのスタジオで提案されたアイデア[11]。
  - 間奏では松本とビリーがギターとベースによるスピーディなソロの掛け合いを披露している。この部分に入っているハンドクラップは稲葉とスタジオのスタッフによるもので、仮テイクとして録られたものがそのまま使われている[11]。
12. ギリギリchop (LIVE ver.)
  - 台湾盤、香港盤にのみ収録されているボーナス・トラック。音源は過去の映像作品のもの。
13. 銀の翼で翔べ (LIVE ver.)
  - 台湾盤、香港盤にのみ収録されているボーナス・トラック。音源は過去の映像作品のもの。

## タイアップ
- フジテレビ系『F1グランプリ1999』テーマソング（#1）
- フジテレビ系『F1グランプリ2000』テーマソング（#1）

## 参加ミュージシャン
- 松本孝弘:ギター、全曲作曲・編曲
- 稲葉浩志:ボーカル、全曲作詞・編曲、ブルースハープ（#6）
- 小野塚晃（from DIMENSION）:オルガン（#5.8.11）
- 満園庄太郎:ベース（#1.4-7.9）
- ビリー・シーン:ベース（#2.3.8.10.11）
- 黒瀬蛙一:ドラム（#1.3-11）
- パット・トーピー:ドラム（#2）
- 池田大介:ストリングスアレンジ（#4.9）、ブラスアレンジ（#6）
- 篠崎Strings:ストリングス（#4.9）
- 佐々木史郎:トランペット（#6）
- 澤野博敬:トランペット（#6）
- 中路英明:トロンボーン（#6）
- 勝田一樹（from DIMENSION）:サクソフォーン（#6）
- 鈴木覚:マニピュレーター
- 寺地秀行:アシスタントディレクター

## ライブ映像作品
シングル曲については各作品の項目を参照
F・E・A・R
- once upon a time in 横浜 〜B'z LIVE GYM'99 "Brotherhood"〜
- B'z The Best "ULTRA Treasure"（特典DVD）
- B'z LIVE in なんば 2006 & B'z SHOWCASE 2007 -19- at Zepp Tokyo
- B'z LIVE-GYM Pleasure 2013 ENDLESS SUMMER -XXV BEST-
- B'z SHOWCASE 2020 -5 ERAS 8820- Day1〜5

Brotherhood
- The true meaning of "Brotherhood"?
- once upon a time in 横浜 〜B'z LIVE GYM'99 "Brotherhood"〜
- Typhoon No.15 〜B'z LIVE-GYM The Final Pleasure "IT'S SHOWTIME!!" in 渚園〜
- B'z LIVE-GYM 2006 "MONSTER'S GARAGE"
- B'z LIVE-GYM Pleasure 2008 -GLORY DAYS-
- B'z LIVE-GYM 2011 -C'mon-
- B'z LIVE-GYM Pleasure 2018 -HINOTORI-
- B'z SHOWCASE 2020 -5 ERAS 8820- Day1〜5

ながい愛
- once upon a time in 横浜 〜B'z LIVE GYM'99 "Brotherhood"〜
- B'z The Best "ULTRA Treasure"（特典DVD）
- B'z LIVE-GYM Hidden Pleasure 〜Typhoon No.20〜
- B'z LIVE in なんば 2006 & B'z SHOWCASE 2007 -19- at Zepp Tokyo
- 有頂天（特典DVD）
- B'z SHOWCASE 2020 -5 ERAS 8820- Day1〜5

銀の翼で翔べ
- once upon a time in 横浜 〜B'z LIVE GYM'99 "Brotherhood"〜
- B'z The Best "ULTRA Treasure"（特典DVD）
- B'z LIVE in なんば 2006 & B'z SHOWCASE 2007 -19- at Zepp Tokyo
- B'z LIVE-GYM 2001 -ELEVEN-

SKIN
- once upon a time in 横浜 〜B'z LIVE GYM'99 "Brotherhood"〜
- B'z LIVE-GYM Hidden Pleasure 〜Typhoon No.20〜
- 有頂天（特典DVD）

SHINE
- once upon a time in 横浜 〜B'z LIVE GYM'99 "Brotherhood"〜